# Władysławów (gmina Garwolin)
Władysławów – wieś sołecka w Polsce położona w województwie mazowieckim, w powiecie garwolińskim, w gminie Garwolin.
Wierni kościoła rzymskokatolickiego należą do parafii św. Izydora w Ostrówku i Wniebowzięcia Najświętszej Maryi Panny w Wildze.
W latach 1975–1998 miejscowość należała administracyjnie do województwa siedleckiego.